# Tanaophysa
Tanaophysa és un gènere d'arnes de la família Crambidae descrit per William Warren el 1892.

## Taxonomia
- Tanaophysa adornatalis Warren, 1892
- Tanaophysa rufiscripta (Hampson, 1913)